# Histoire ferroviaire du pays de Liège
Cet article liste les faits saillants de l'histoire ferroviaire du pays de Liège.

## XIXesiècle
- 1835 : Le belge, première locomotive belge construite par John Cockerill à Seraing.
- 1842 : le chemin de fer atteint Liège mise en service du plan incliné de la côte d'Ans, prolongement jusque Liège-Guillemins de la ligne Malines - Louvain - Landen - Ans, commencée en 1837/38.
- 1843 : Première liaison ferroviaire internationale Liège - Aix-la-Chapelle - Cologne.
- 1845 : naissance de Georges Nagelmackers, fondateur de la Compagnie internationale des wagons-lits (CIWL).
- 1851 : la ligne de Namur à Liège et son embranchement vers Seraing et Liège-Longdoz sont mises en service. Rapidement reprise par la Compagnie du Nord - Belge, elle voit passer des trains vers Paris, Cologne, les Pays-Bas, Copenhague et l'Europe de l'Est.
- 1861 : inauguration de la ligne de la Compagnie du chemin de fer de Liège à Maastricht.
- 1865 : la ligne de Hasselt à Tongres atteint Liège (gare de Vivegnis).
- 1877, pour prolonger cette ligne, trois tunnels ont été creusés entre Herstal et Liège-Guillemins : le tunnel sous Pierreuse (1871-1876, 723,5 mètres[1]) qui rencontra l'areine Richeronfontaine et d'anciennes carrières de grès, un tunnel entre la gare du Palais et la gare de Jonfosse qui nécessita le détournement d'un important égout et provoqua l'effondrement de quelques maisons de la rue Saint-Séverin. Et, enfin, le tunnel entre Jonfosse et les Guillemins[2].
- Électrification du tramway de Liège dès 1893.

## XXesiècle
- 1955 / 1966 : électrification de la ligne de Bruxelles à Liège-Guillemins et de la ligne de Liège à Aix-la-Chapelle.
- 1958 démolition de l'ancienne gare des Guillemins au profit d'un bâtiment dans le style en vogue à l'Expo 58.
- 1995 : création du Thalys qui assurera des relations entre Bruxelles, Liège et Cologne à partir de 1997 ainsi qu'une liaison vers Paris via Namur, Charleroi et Mons (disparue depuis).

## XXIesiècle
- Ligne grande vitesse (LGV 2) entre Ans et Louvain
- Le tunnel de Soumagne
- La nouvelle gare de Liège-Guillemins